# Лазуткина, Юлия Викторовна
Юлия Викторовна Лазуткина (род. 11 марта 1981, Колтовское, Колышлейский район, Пензенская область) — российский политик, член партии «Единая Россия». Сенатор Российской Федерации с 29 апреля 2021 года, заместитель председателя Комитета Совета Федерации по социальной политике.
Из-за поддержки нарушения территориальной целостности Украины во время российско-украинской войны находится под персональными международными санкциями  Евросоюза, США, Великобритании и ряда других стран.

## Биография
Родилась 11 марта 1981 года в селе Колтовское Колышлейского района Пензенской области (младшая из трёх дочерей депутата Государственной думы Виктора Лазуткина), в 2002 году окончила Пензенский государственный педагогический университет им. В. Г. Белинского по специальности «Менеджмент. Переводчик в сфере профессиональной коммуникации».
По окончании вуза работала на одном из предприятий холдинга «Маяк», позже — менеджером на бетонном заводе «Терновский», затем стала коммерческим директором бетонного завода «Ломовский». В 2016 году назначена директором по развитию в ООО «СтройСпецБетон», впоследствии его возглавила. Член партии «Единая Россия», региональный координатор партийного проекта «Безопасные дороги».
Летом 2017 года была выдвинута от «Единой России» кандидатом на выборах в Законодательное собрание Пензенской области, но по итогам голосования потерпела неудачу. В ноябре 2017 года прошла в Заксобрание после ухода депутата Олега Мельниченко в Совет Федерации, в декабре 2020 года избрана заместителем председателя собрания, осуществляющим полномочия на профессиональной постоянной основе.

### Совет Федерации
29 апреля 2021 года 29 депутатов областного парламента единогласно избрали Лазуткину своим представителем в Совете Федерации ввиду назначения Олега Мельниченко исполняющим обязанности губернатора области. Юлия Лазуткина вошла в Комитет Совета Федерации по федеративному устройству, региональной политике, местному самоуправлению и делам Севера. 21 сентября 2022 года Законодательное Собрание Пензенской области седьмого созыва переизбрало ее своим представителем в Совете Федерации. 16 ноября 2022 года введена в состав Комитета Совета Федерации по социальной политике . Утверждена палатой заместителем председателя Совета Федерации соответствующего комитета. 